# Бабин (струмок)
Ба́бин — струмок в Україні, у Косівському районі Івано-Франківської області. Правий доплив Рибниці (басейн Дунаю).

## Опис
Довжина струмка приблизно 5 км. Формується з багатьох безіменних струмків.

## Розташування
Бере початок на південно-східній околиці Бабина і тече через нього переважно на північний схід. У селі Город впадає у річку Рибницю, праву притоку Пруту. 
На річці розташовані чисельні водоспади та пороги, зокрема: каскад Бабиних водоспадів (1,5—2,5 м), водоспад Бабинець (4 м).